# Cross-country (ciclismo)

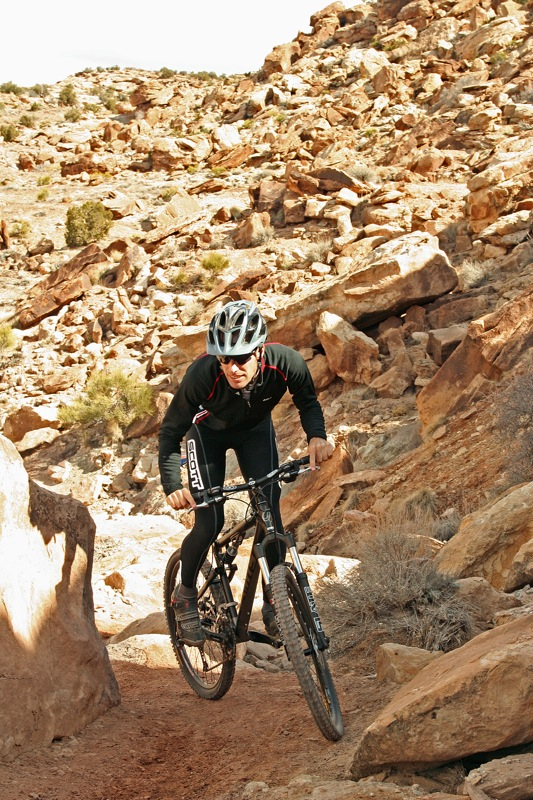
Um ciclista praticando cross-country em Utah.

Cross-country, (XC) ou cycling é uma modalidade de BTT.
Geralmente é praticado com longos percursos, e em terrenos acidentados, com montanhas, trilhos e rochas, dando uma dificuldade extra aos praticantes.As categorias são divididas em masculimo e feminino;

A modalidade Cross-country tornou-se Desporto olímpico nas olimpíadas de 1996 e foi a única modalidade de BTT olímpica em Atlanta.